# Association catholique de la jeunesse française

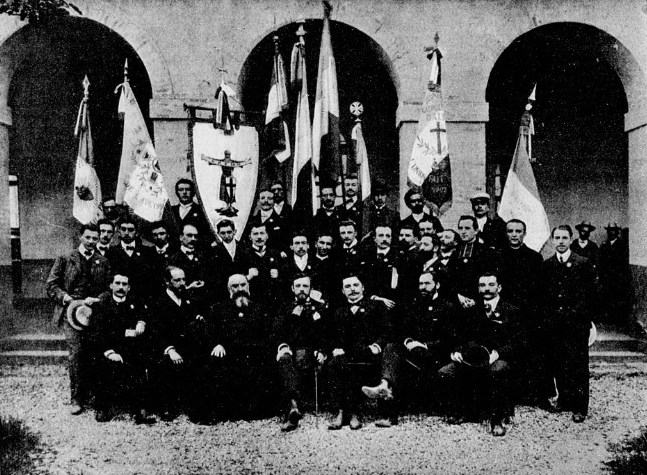
Generalkomitee und Delegierte aus den Provinzen (ACJF-Kongress, Albi 1905)

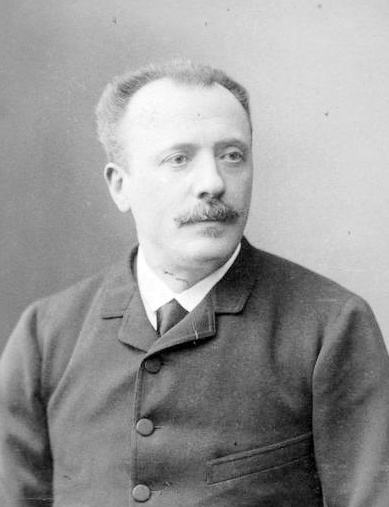
Albert de Mun (Foto Isidore Alphonse Chalot)

Die Association catholique de la jeunesse française (Katholischer Verein der französischen Jugend, ACJF) war eine katholische französische Jugendorganisation, die 1886 von dem Legitimisten Albert de Mun gegründet wurde. Sie wurde 1956 vom französischen Episkopat aufgelöst.

## Geschichte
Die Association catholique de la jeunesse française umfasste fünf Bewegungen: die Jeunesse ouvrière chrétienne (Christliche Arbeiterjugend, JOC), die Jeunesse agricole catholique (Katholische Landjugend, JAC), die Jeunesse étudiante chrétienne (Christliche Studentenjugend, JEC), die Jeunesse maritime chrétienne (Christliche Seefahrerjugend, JMC) und die Jeunesse indépendante chrétienne (Unabhängige Christliche Jugend, JIC). Sie war in Ortsgruppen und Regionalverbänden organisiert und wuchs am Ende des 19. Jahrhunderts und in der Belle Époque rasch: Von 1500 Mitgliedern auf ihrem ersten Kongress 1887 in Angers, die 1898 in 100 Gruppen organisiert waren, wuchs sie bis 1914 auf 140.000 Mitglieder in 3000 Gruppen an. Ihr erster Seelsorger war Charles Maignen, der später ihre Ausrichtung kritisierte und entlassen wurde.
Hatte sich de Mun noch gegen den Liberalismus und Sozialismus engagiert und sich aus einer konservativen und korporatistischen Perspektive für soziale Reformen eingesetzt, entwickelte sich die ACJF nach dem Ersten Weltkrieg hin zum Sozialkatholizismus und der Christdemokratie. Sie stellte zahlreiche Kader und Politiker für die christlich-demokratisch inspirierten Parteien wie das Mouvement républicain populaire, die Parti Démocrate Populaire, das Centre des démocrates sociaux und andere.
Zwischen 1926 und 1930 veränderte sie sich grundlegend: Die Gründung von Bewegungen, die sich auf bestimmte Lebensbereiche spezialisierten, vergrößerte ihren Einfluss und machte sie zum Ausdruck der Katholischen Aktion. In dieser Zeit erfolgte der oben genannte Zusammenschluss mit den fünf anderen Jugendbewegungen.
Unter dem Vichy-Regime schlossen sich einige seiner ehemaligen Führer den Kollaborationisten an, wie Xavier Vallat, während andere sich der Résistance anschlossen, wie François Valentin – nachdem dieser bis 1942 die von Vallat gegründete Légion française des combattants (Französische Legion der Kämpfer) geleitet hatte – oder Edmond Michelet. Unter der Leitung von Albert Gortais und Maurice-René Simonnet hielt die Vereinigung im Januar 1941 und Januar 1942 in Lyon, im März 1943 in Avignon und im November 1943 in Montmartre nationale Ratssitzungen ab, auf denen insbesondere der Kampf gegen die nationalsozialistische und die maurrassianische Ideologie thematisiert wurde. Nachdem der ACJF zunächst versucht hatte, auf seine Weise am Wiederaufbau Frankreichs von 1940 bis 1942 mitzuwirken, entwickelte er letztlich ein Engagement für die Résistance.
1954 kam es zu Konflikten zwischen der Christlichen Arbeiterjugend, der Christlichen Studentenjugend und der Association catholique de la jeunesse française. Im Jahr 1956 wurde sie vom französischen Episkopat aufgelöst.

## Präsidenten
- Comte Robert de Roquefeuil von 1886 bis 1897
- Henry Reverdy von 1898 bis 1899[4]
- Henri Bazire von 1899 bis 1904[5]
- Jean Lerolle von 1905 bis 1909[6]
- Pierre Gerlier von 1909 bis 1913
- Alexandre Souriac von 1914 bis 1922
- Charles Flory[7] von 1922 bis 1926 (hier war Georges Bidault Vizepräsident)
- François de Menthon von 1926 bis 1929
- Jacques Courel von 1930 à 1933
- André Debray[8] von 1933 bis 1935
- Marc Scherer[9]
- André Colin[10] von 1936 bis 1939
- Pierre-Henri Teitgen
- Maurice-René Simonnet
- Alain Barrière
- Roger Lavialle von 1949 bis 1954
- André Vial von 1954 bis 1956